# Cartulaire de Quimperlé
Le cartulaire de l'abbaye Sainte-Croix de Quimperlé, établissement créé à Quimperlé (actuel Finistère), est un ouvrage du XIe siècle constitué de manuscrits portant sur toutes les transactions de l'abbaye avec ses donateurs, ses débiteurs et sur ses relations avec les autorités civiles et ducales. Une analyse détaillée du cartulaire de Quimperlé a été faite au début du XXe siècle par Léon Maître et Paul de Berthou.
Le format consiste en un petit livre en parchemin de 171 mm de haut sur 113 mm de large.
Le cartulaire a été rédigé en grande partie par un moine de l'abbaye dénommé Gurheden et la compilation des chartes semble avoir débuté vers 1127.
Outre les textes hagiographiques et diplomatiques, le document comporte deux séries de chartes :
- 109 chartes allant de l'acte de fondation de l'abbaye en septembre 1026 jusqu'au 3 mai 1128.
- 26 chartes écrites après la mort de Gurheden survenue en 1128.

Bien que plus récent que le cartulaire de Redon, il constitue comme celui-ci une source majeure de l'Histoire de Bretagne, notamment pour le Moyen Âge. Les actes portent sur des biens situés dans toute la Bretagne, surtout dans sa partie méridionale en Cornouaille et Pays Vannetais. Ce document offre à l'anthroponymie et la toponymie bretonnes une source de première importance, compte tenu des noms de lieux et d'hommes qu'il contient en vieux breton.
Selon le Chevalier de Fréminville, lors de la Révolution française, le Cartulaire de Quimperlé, conservé dans l'abbaye Sainte-Croix, fut sauvé de la destruction par Le Guillou, médecin à Quimperlé.
Le cartulaire est aujourd'hui conservé au British Library à Londres, British Library MS Egerton 2802. Il a été édité au XIXe siècle (voir bibliographie). Une nouvelle édition est en préparation.

#### Éditions
- Léon Maître et Paul de Berthou, Cartulaire de l’abbaye de Sainte-Croix de Quimperlé, 1896, Paris-Rennes, Bibliothèque bretonne armoricaine, fasc. IV.
- Léon Maître et Paul de Berthou, Cartulaire de l’abbaye de Sainte-Croix de Quimperlé, 2e éd. revue et corrigée, éd. H. Champion - Plihon et Hommay, 1904, Paris-Rennes lire en ligne sur Gallica

#### Études
- Hubert Guillotel, Cartulaires bretons médiévaux, in Les cartulaires. Actes de la table ronde organisée par l'École nationale des chartes ; P., École des chartes et Genève, Droz, 1993, p. 325-341.
- Marcel Kervran, D'Anaurot à Quimperlé 1500 ans d'Histoire, 1983.